# 거아이
거아이(중국어: 葛璦, 병음: Gê Aì, 한자음: 갈애, 2009년 12월 22일 ~ )는 중화민국의 어린이 배우이다.